# Kapois Lamort
Kapois Lamort (né Vladimir Al-Jaww Delva) originaire du quartier Saint-Michel à Montréal est un artiste hip-hop entrepreneur, historien, auteur et métaphysicien.

## Biographie
Kapois Lamort est introduit à la culture hip-hop en 1992 par l'entremise de son grand frère Rub-Zee un proche ami du emcee montréalais JaiHar Da Big Fella et des producteurs The Metaphysics. Au cours de la décennie 1990 et 2000, il opte pour divers pseudonymes artistiques dont : Vlad Man, D. Infinity Finesse, Killah V da Moun Fou et Sang Zavé le Koulanget.

### Décennie 1990
À l'été 1995, il forme son premier groupe de rap Fat Ice Cream Click en collaboration de Iron Fist Man of WAR (Richard S.Dorré), un ami du collège Letendre et  cousin du rappeur new-jack swing montréalais Da Miksta (Mike Latortue) du trio Da Fresh Men (All About Girl, 1994). Le groupe subsiste jusqu'à l'automne 1996. Le 22 février 1997, il participe à la première édition du concours Découverte de Jeunes Talents du C.U.M.A.J (Centre d'Union Artistique Multiculturelle des Jeunes) avec son nouveau groupe A.D.I.X . Le 14 juin 1998, il est lauréat hip-hop de la seconde édition du concours  Découverte de Jeunes Talents du C.U.M.A.J ; cette fois-ci avec sa nouvelle formation Azile 67 formée de ses amis d'enfance du quartier St-Michel:  N.A.D.traké (Nadler François) et Skizo Kamizol (Samuel St-Louis). Au début de l'été 1998, Kapois Lamort fait la rencontre de son mentor intellectuel, Judge Dread Mathématik, poète et rappeur afrocentrique, au HMV Megastore situé au centre-ville de Montréal.

### Décennie 2000-2010 et progression entrepreneuriale underground
Vers le milieu des années 2000, il fonde la compagnie Production Noire Qc (Prod Noire Muzic), à travers laquelle il réalise divers projets entrepreneuriaux, artistiques et littéraires.
Certains projets spécifiques réalisés entre 2005 et 2020 sont: Idéologie Noires (fascicule historique), De la Création au Négrier (fascicule historique), Économie du Marché Noire (compilation-mixtape hip-hop) et M.C Dessaliniens - Révolution ma résolution (mixtape). Monsieur Lamort a concrété les divers collectifs hip-hop suivants entre 2000 et 2010:  Gouffre Nèg Gris, Jacobins Noirs, M.C Dessaliniens et Prod Noire All Starz.
En date du 1er décembre 2014, il publie la première monographie sur l'histoire du hip-hop québécois intitulée Les Boss du Québec : R.A.P du Fleur de Lysée. Un livre qu'il a réussi à vendre indépendamment et sans support de grandes maisons d'édition à travers la francophonie. Notamment, cet ouvrage innovateur a reçu quelques couvertures médiatiques et bibliographiques en France par des journalistes de renom dont Maxime Delcourt. Au cours de cette même période, il conçoit son premier album hip-hop Emcee à Mort : Jusqu'à la mort, uniquement disponible sur bandcamp.com. Cet album est réédité à l'hiver 2020, sous le titre de Prélude Mortel: Emceeing à Mort 2.1. Deux  nouveaux projets artistiques sont prévus pour l'automne 2022 et le printemps 2023.
.

## Parcours professionnel et philanthropique
Au niveau académique, Kapois Lamort possède un baccalauréat en Histoire acquis à l'Université du Québec à Montréal . Il a aussi de nombreux crédits académiques en Andragogie décernés par la TELUQ. Sur le plan professionnel, Monsieur Lamort a travaillé pendant plusieurs années comme coordonnateur  pour la ville de Montréal (arrondissement de Ville-Marie), notamment sur le projet OperationMontreal.Net de l'ex-maire montréalais Gérald Tremblay. Il fut également enseignant suppléant pour la CSPÎ (Commission Scolaire de la Pointe de l'Île), ainsi  que professeur contractuel en sciences humaines et mathématiques à l'Institut Marcus Garvey de Montréal, l'unique établissement scolaire de nature afrocentrique et panafricaniste dans toute l'histoire du Québec . De plus, il a  été administrateur et conférencier pour des projets culturels et démographiques à l'Université McGill. En 2008-2009, il a fait partie d'un comité socioéducatif La Coalition des Apprenants Noirs du Québec qui regroupait Dan Philips (Fondateur de la Ligue des Noirs), Rév. Darry G. Gray (Réformateur de l'Église Imani Full Gospel de Montréal), Roger Kamena Muhammad ( Fondateur L.OC de Montréal), Latoya Morgan et Kwameh Thomas. Ce comité a déposé un curriculum scolaire  auprès de la EMSB (English Montréal School Board) à la fin du mois de mai 2008. Le dépôt de ce curriculum faisait partie d'une démarche pour l'obtention d'une école publique inclusive de nature panafricaniste et afrocentrique à Montréal.
Depuis le milieu de la décennie 2010, il administre la plateforme web de Léta-Boukman, un mouvement de conscientisation axé sur les attraits éducatifs et autonomisés du Vodou Panafricaniste. Léta Boukman a été fondé par l'activiste radical , Mèt Toupatou (Chavannes Clerevaux).
Sur le plan philanthropique et activiste, il a participé à divers événements d'envergure entre 2009 et 2020 tels que: Le Forum Social Québécois (2009), Le Forum Social Hoodstock de Montréal-Nord (2009), Levée de fonds pour l'organisme Vive La Relève (2010), Sommet Hip-Hop de Montréal (2015), l'Hommage à D.J Butcher T du IPLAI de l'Université McGill (2017) et Arbre à Palabres de la Fondation Muntu (2020). En 2022, Kapois Lamort a été le commissaire invité de l'exposition Marven Clerveau: Visions Hip-Hop Qc qui eut lieu au Centre PHI de Montréal. Historiquement, c'était la toute première fois qu'une exposition immersive et à caractère muséal était consacrée à la culture hip-hop du Québec.

## Paradigme
Au niveau paradigmatique, spirituel et socioéducatif, Kapois Lamort a été influencé par les enseignements du Panafricanisme, de l'afrocentricité, du Garveysime, de la Nation de l'Islam, des Fivepercenters (Nation des Dieux et des Terres), de l'Animisme Africain, de l'Occultisme Généraliste, de l'Afro-futurisme de Sun Râ et du Mysticisme Quantique.[réf. nécessaire]

## Discographie
- 1996-2002: Folie Furieuse (mixtape de titres inédits de Azile 67 et A.D.I.X)
- 2003:  Sang Zavé le Koulanget présente Allez-vous Faire Foutre (album-mixtape- c.d seulement)
- 2008 : M.C Dessaliniens présentent Révolution ma Résolution (mixtape- c.d seulement)
- 2014: Économie du Marché Noir (mixtape-compilation disponible sur bandcamp.com)
- 2015: Emcee à mort: Jusqu'à lamort (album officiel numérique sur bandcamp.com)
- 2020 : Prélude Mortel: Emceeing Mortel 2.1 (réédition de Emcee à Mort) (Disponible sur toutes les plateformes numériques)
- 2022: Apéritif Mortel d'un Emcee Sanpwel 2.2 (Disponible sur toutes les plateformes numériques )
- 2023 : Soleil Occulte, Chiktay, Hip-Hop et Tirauclairisme  (Disponible sur toutes les plateformes numériques )